# Janez Kmet (zdravnik)
Janez Kmet, slovenski zdravnik epidemiolog in onkolog, * 9. maj 1916, Col, † 27. oktober 2003, Ljubljana.

## Življenje in delo
Rodil se je v družini učitelja Hermana in Julijane Kmet, rojene Kos, ki ni bila zaposlena. Njegova teta je bila pisateljica Marija Kmet. Zaradi fašističnega nasilja se je družina leta 1924 iz Cola preselila v Kraljevino Srbov, Hrvatov in Slovencev. Ljudsko šolo je končal v Ribnici, gimnazijo pa 1934 v Kočevju ter se v Ljubljani vpisal na Medicinsko fakulteto. Ker je tedaj študij medicine v Ljubljani imel le pet semestrov, je s študijem nadaljeval v Zagrebu. Tu je postal tudi član Komunistične partije Jugoslavije in od 1941 udeleženec narodnoosvobodilne borbe. Njegovo partizansko ime je bilo Mirko. Najprej je deloval v partizanskih enotah, potem pa kot aktivist na Gorenjskem in Kočevskem. Po osvoboditvi je leta 1946 diplomiral kot prvi na popolni Medicinski fakulteti v Ljubljani. V letih 1946-1948 je bil na specializaciji  iz epidemiologije v Moskvi. Tu je dočakal resolucijo
informbiroja, po vrnitvi domov pa je bil interniran na Goli otok.
Po izpustitvi je v Ljubljani vodil na Ministrstvu za zdravje oddelek za zatiranje nalezljivih bolezni. Sodeloval je pri raziskavah klopnega meningoencefalitisa in uvedel cepljenje proti otroški ohromelosti. Leta 1958 je začel proučevati tumorje malignega tipa. Najprej je delal na Onkološkem inštitutu v Ljubljani, 1961-1962 je sodeloval pri raziskavah želodčnega raka na inštitutu Sloan-Kettering v New Yorku, 1965-1967 je kot izvedenec Svetovne zdravstvene organizacije vodil raziskave o razširjenosti raka  ustne votline v sovjetski srednji in jugovzhodni Aziji ter 1968 raziskave raka na požiralniku v Teheranu in kaspijskem območju Irana. Janez Kmet je bil eden prvih raziskovalcev v svetu, ki so dali epidemiologiji malignih tumorjev ekološki pomen in usmeritev in bil za celo desetletje pred drugimi raziskovalci raka. Iranska revolucija 1977 je preprečila dokončanje poglobljenih raziskav v tej smeri, ki je vodila do izjemno pomembnih spoznanj. Tedaj se je upokojil, ostal pa je še nekaj let svetovalec Svetovne zdravstvene organizacije.
Poročen je bil s hčerko pesnika Otona Župančiča, pediatrinjo in infektologinjo  Jasno Župančič Kmet; njeno partizansko ime je bilo Dunja (8. aprila 1923 – 31. 5. 2010).